# Feugarolles
Feugarolles é uma comuna francesa na região administrativa da Nova Aquitânia, no departamento Lot-et-Garonne. Estende-se por uma área de 23,83 km². Em 2010 a comuna tinha 1 022 habitantes (densidade: 42,9 hab./km²).